# Ponderano
Ponderano (Pondran [pʊnˈdraŋ] in piemontese) è un comune italiano di 3 630 abitanti della provincia di Biella in Piemonte. Vi risiede l'Ospedale Provinciale di Biella.

## Origini del nome
Secondo la tradizione il toponimo di Ponderano deriverebbe dal latino pondere aurum, in riferimento ad un ponderarium, luogo di pesatura di metalli auriferi, con certificazioni ufficiali.
Secondo una diversa ipotesi, deriverebbe invece da un Pons Aerianus, a sua volta derivato dal nome personale Aeriuso Herius.

## Storia

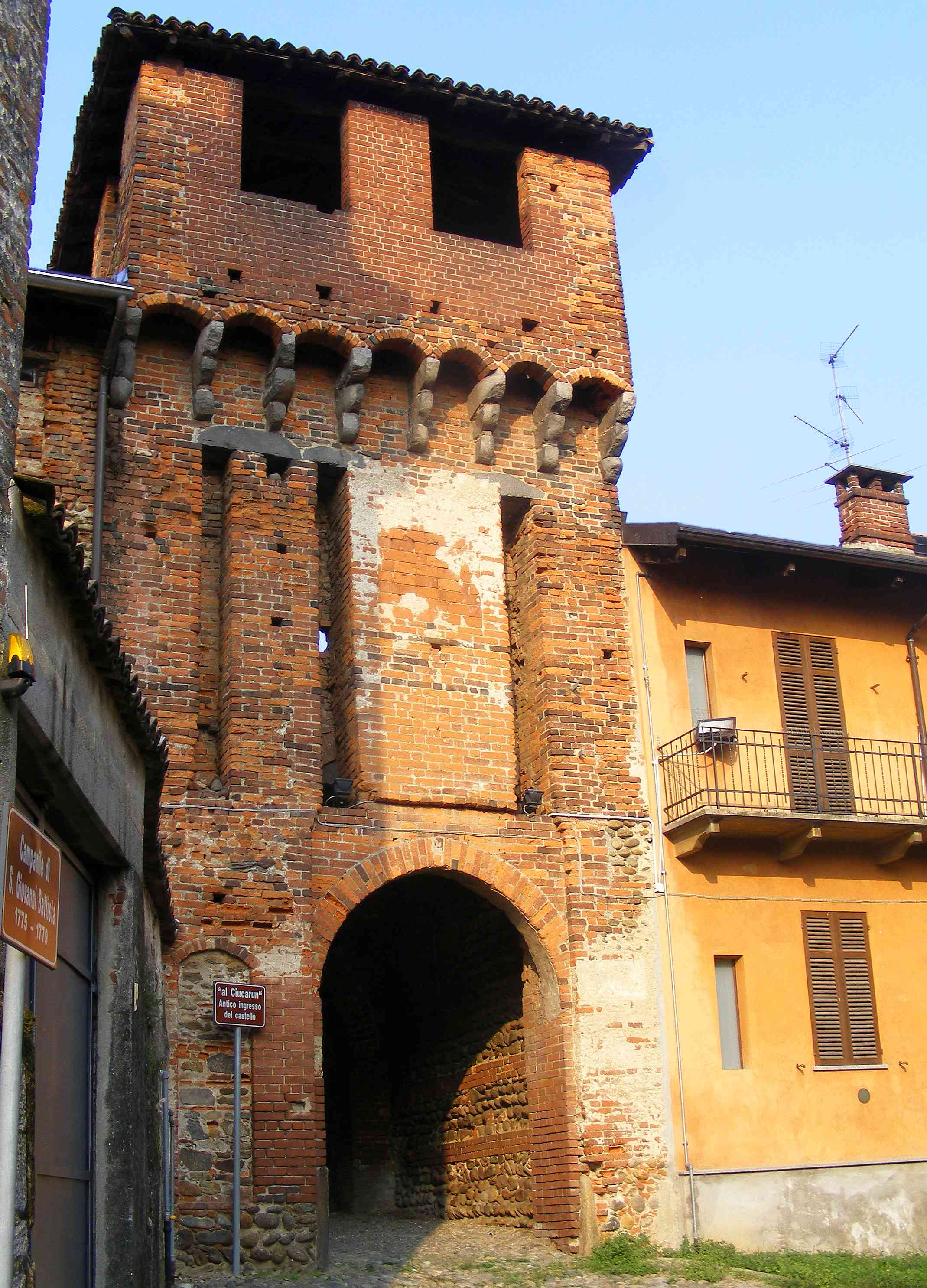
L'antico ingresso del castello

La più antica menzione di Ponderano risale all'anno 882, il 16 marzo, data di un documento con il quale l'imperatore Carlo il Grosso donava alla chiesa di Sant'Eusebio, nella persona di Littuardo, vescovo di Vercelli, la "gran corte" di Biella, alla quale apparteneva Ponderano con tutte le sue pertinenze.
Nel primo periodo feudale il paese fece parte del comitato di Vercelli. Compare in un diploma imperiale del 988, con il quale l'imperatore Ottone III confermava il possesso della zona a Manfredo di Cavaglià, figlio di Ajmone, conte di Vercelli, il quale aveva già ottenuto da Ottone I le corti di Ponderano e dei territori circostanti Biella per cambio fatto con la diocesi di Vercelli.
Nel 998, l'uccisione del vescovo Pietro di Vercelli da parte del marchese Arduino d'Ivrea, con la complicità di Manfredo, provocò la reazione dell'imperatore Ottone, che con diplomi del 7 maggio 999 e del 1º novembre del 1000 restituì alla diocesi di Vercelli i beni e i possessi del marchese e dei suoi parenti e amici, confermando il dominio di tutto ciò che l'imperatore Carlo aveva concesso al vescovo Littuardo nell'882. Dal vescovo lo accettarono poi i discendenti di Manfredo, signori di Montiglio e Camairano, ai quali venne però successivamente confiscato da Enrico II per essere ridato, nel 1014, al vescovo di Vercelli, Leone.
Dopo alterne vicende, nel 1243, il legato pontificio Gregorio di Montelungo lo vendette al comune di Vercelli, dal quale passò nelle mani degli Avogadro di Cerrione per rimanervi fino al 1404 quando questi si sottoposero ai conti di Savoia. Amedeo VIII, ricevuto l'atto di dedizione, li reinvestì di tutti i feudi posseduti e, tra gli altri, del luogo, castello e giurisdizione di Ponderano. Gli Avogadro si impegnavano allora a difendere e proteggere la comunità e i singoli e ad assolvere per essi a tutte le imposizioni esterne chiedendo in cambio alla comunità il pagamento di ventotto fiorini all'anno. Tramite i bandi e gli ordini veniva poi regolamentata tutta la vita della comunità, non solo dal lato giuridico, ma anche da quello sociale e economico, con particolare riguardo all'attività agricola.
Nel 1409 il castello fu distrutto da un incendio che coinvolse anche gran parte del borgo e che danneggiò in modo grave l'antica chiesa.
Nel 1551, previa autorizzazione del duca di Savoia, gli Avogadro cedettero il feudo, con tutta la giurisdizione, alla famiglia Dal Pozzo che già in precedenza vi vantava interessi patrimoniali e che lo mantenne di proprietà fino alla soppressione dei feudi.

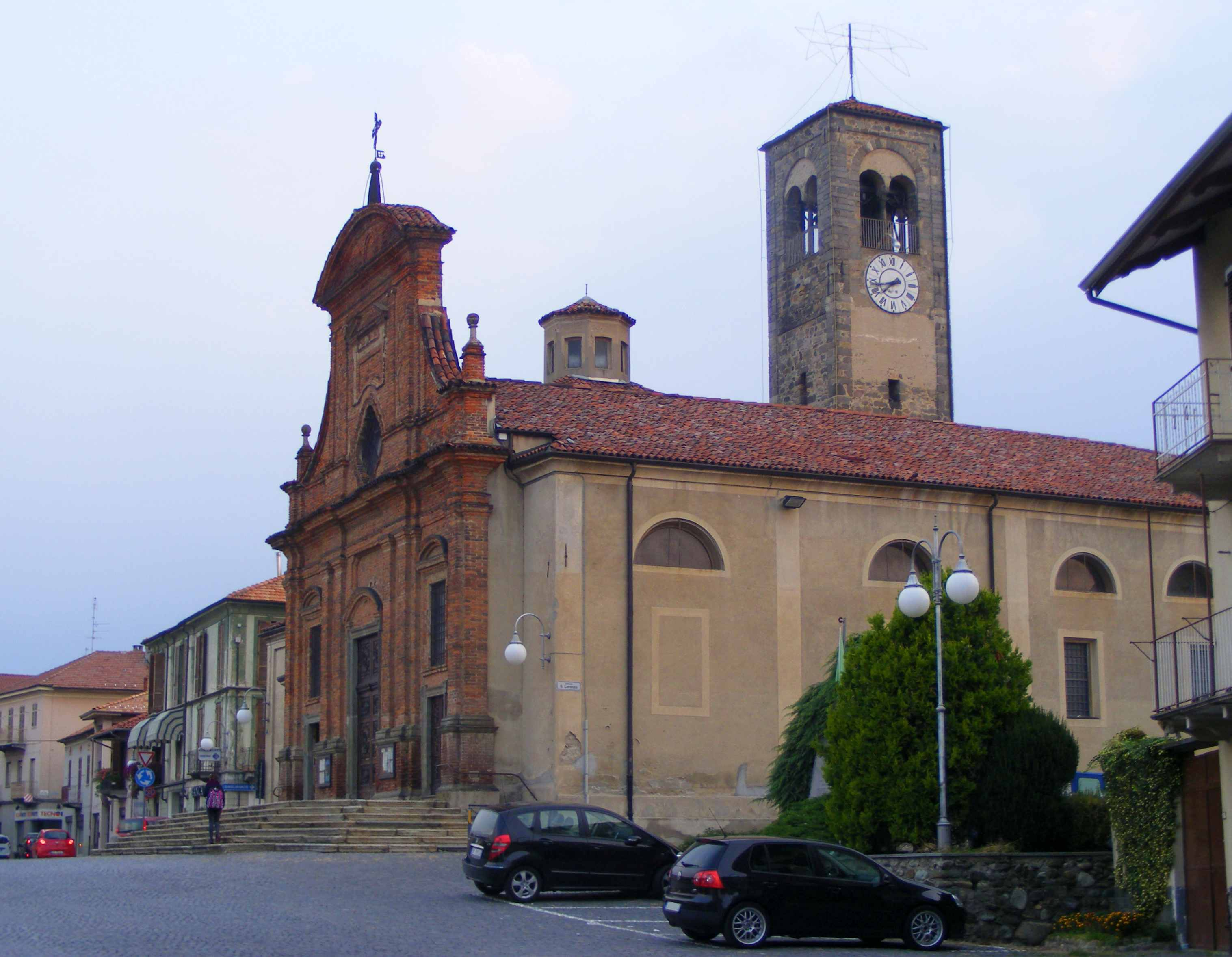
La parrocchiale di San Lorenzo

Verso la fine del XVIII secolo si registra una mancata insurrezione tentata da alcuni ribelli armati, sostenuti da un Avogadro di Formigliana, che minacciarono il saccheggio del paese. La popolazione unita disperse però gli armigeri dell'Avogadro e impedì che tale disegno venisse portato a termine, molti ribelli, arrestati, vennero fucilati e l'Avogadro stesso poté salvarsi solo grazie all'intervento del principe di Carignano.
Il 14 dicembre 1798 Ponderano passò sotto il dominio francese e vi fu istituita una "milizia patriottica". Nel 1815, con la caduta di Napoleone, ritornò sotto la giurisdizione di casa Savoia. Per tutto il XIX secolo, escluso un brevissimo periodo durante il quale subì la dominazione austriaca (1859), Ponderano rimase in mano ai Savoia che, dopo l'unità d'Italia, lo inserirono nella provincia di Novara. Nel 1927 il paese passò alla provincia di Vercelli ed in seguito alla provincia di Biella.

### Simboli
Il comune di Ponderano fa uso ab antiquo di uno stemma così descritto: 
È consegnato in data 23 agosto 1689 ai sensi dell'editto ducale del 23 maggio 1687.
Il gonfalone è un drappo di azzurro.

## Società

### Evoluzione demografica
Abitanti censiti

## Amministrazione

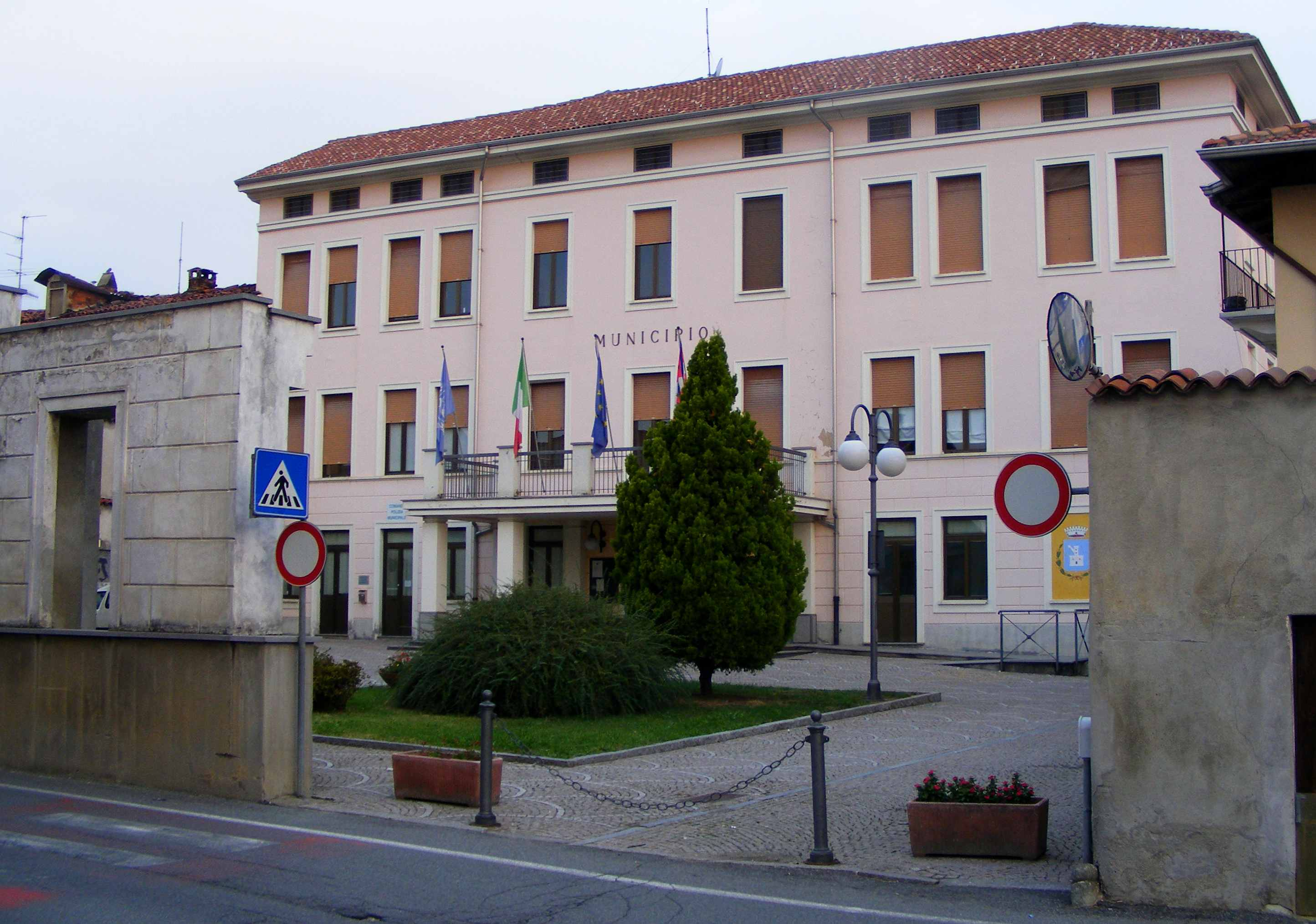
Il municipio

| * | Sindaci eletti dal Consiglio comunale e non dai cittadini (1946-1995). |

| Periodo | Periodo   | Primo cittadino         | Partito                            | Carica  | Note       |
| ------- | --------- | ----------------------- | ---------------------------------- | ------- | ---------- |
| 1995    | 1999      | Alessandro Demargherita | lista civica                       | Sindaco | *          |
| 1999    | 2004      | Alessandro Demargherita | lista civica                       | Sindaco | 2º mandato |
| 2004    | 2009      | Franco Vallivero        | lista civica                       | Sindaco |            |
| 2009    | 2014      | Franco Vallivero        | lista civica Insieme per Ponderano | Sindaco | 2º mandato |
| 2014    | 2019      | Elena Chiorino          | lista civica Ponderano Merita      | Sindaco |            |
| 2019    | 2024      | Roberto Locca           | lista civica Uniti per Ponderano   | Sindaco |            |
| 2024    | in carica | Roberto Locca           | lista civica Uniti per Ponderano   | Sindaco | 2º mandato |

## Sport

### Calcio
La squadra di calcio della città è l'A.S.D. Ponderano che disputa il campionato di Promozione.